# Pat Booth
Pat Booth (Londen, 24 april 1943 – Londen, 10 mei 2009) was een Engels model, fotografe en schrijfster van romantische verhalen.
Pat Booth werd geboren en groeide op in het Londense East End. In de jaren 1960 poseerde zij voor fotografen als Norman Parkinson en David Bailey en opende zij twee kledingwinkels in Londen. Zij werd vervolgens zelf fotografe en fotografeerde bekende figuren als David Bowie, Bianca Jagger en koningin Elizabeth II en de koningin-moeder. Haar werk verscheen onder meer in prestigieuze publicaties als The Sunday Times en Cosmopolitan en werd tentoongesteld in de National Portrait Gallery.
In de jaren 1980 begon Booth met het schrijven van pikante en lichtvoetige romantische verhalen, die gedeeltelijk gebaseerd waren op haar eigen levensstijl. De boeken verschenen in de Verenigde Staten en in het Verenigd Koninkrijk. Booth stierf in mei 2009 aan kanker.